# S. B. Preuss
S. B. Preuss (meist: * 14. März 1879) ist eine fiktive Person, die vor allem als Studentenulk, aber auch in physikalischen Fachveröffentlichungen, Karriere gemacht hat.
Als Geburtsdatum Preuss’ wird zumeist das Geburtsdatum Albert Einsteins angegeben. Als seine wissenschaftlich aktivste Zeit gilt die Phase, in der Einstein als Ständiger Beobachter der Preußischen Akademie der Wissenschaften an diversen Konferenzen teilnahm. Daher erklärt sich auch der Name.
Unter der Unterschrift Einsteins war stets, wenn er in dieser Funktion unterwegs war, das Kürzel „S. B. Preuss.“ angegeben. In den 50er und 60er Jahren verselbständigte sich die Figur des S.B. Preuss, da dieser als Gag gerne einmal in Veröffentlichungen als Mitautor aufgeführt wurde. Später diente er vor allem Studenten als Verantwortlicher im Sinne des Presserechts auf Fachschaftspublikationen oder schlicht als Running Gag.
Eine alternative Theorie zur Entstehung des Namens bezieht sich auf eine Veröffentlichung Einsteins in der Publikation  Sitzungsberichte der Preussischen Akademie der Wissenschaften, deren korrekte Zitierung: „Einstein. A. (1931). Sitzungsber. Preuss. Akad. Wiss. 235-37.“ im Laufe der Zeit zu „Einstein, A., and Preuss, S.B. (1931). Akad. Wiss. 235-37“ mutierte:
- A. Einstein. 1931. Sitzsber. Preuss. Akad. Wiss. ...
- A. Einstein. Sitzber. Preuss. Akad. Wiss. ... (1931)
- A. Einstein (1931). Sber. preuss. Akad. Wiss. ...
- Einstein. A .. 1931. Sb. Preuss. Akad. Wiss. ...
- A. Einstein. S.-B. Preuss. Akad. Wis. ...1931
- A. Einstein. S.B. Preuss. Akad. Wiss. (1931) ...
- Einstein, A., and Preuss, S.B. (1931). Akad. Wiss. 235